# Stadion Miejski w Tetowie
Stadion Miejski w Tetovie – wieloużytkowy stadion znajdujący się w mieście Tetovo, w Macedonii Północnej. Na tym stadionie swoje mecze rozgrywają drużyny piłkarskie Teteks Tetovo, Shkendija Tetovo oraz Ljuboten Tetovo. Stadion może pomieścić 20 500 osób.